# Осада Асселя

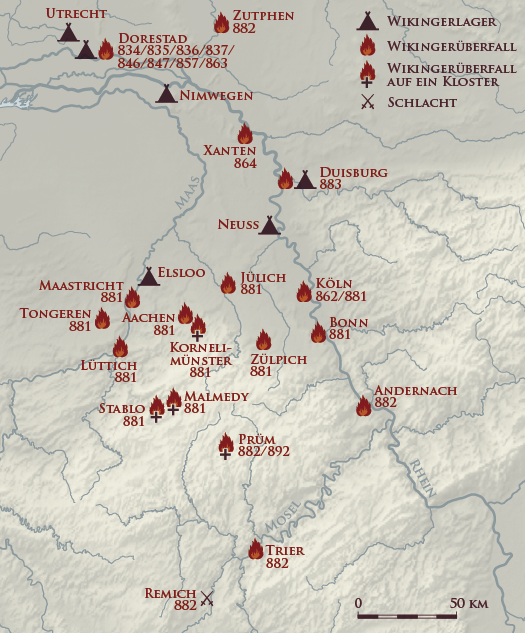
Походы викингов в Рейнскую область

Осада Асселя — состоявшаяся в 882 году осада войском восточных франков лагеря викингов вблизи селения Ассель (современные Нидерланды).

## Предыстория
Наиболее подробные сведения об осаде Асселя содержатся во франкских анналах: «Фульдских анналах», «Бертинских анналах», «Ведастинских анналах» и хронике Регино Прюмского.
В 879 году часть Великой языческой армии под командованием Годфрида, его брата Сигфрида и Орма вторглась в северные области Восточно-Франкского королевства. В течение следующих двух лет разграблению подверглись многие города в долинах Рейна и Мааса: Гент, Маастрихт, Тонгерен, Льеж, Кёльн, Ставло, Кобленц, Бонн, Трир, Мец, Бинген, Вормс и Ахен. Особенно сильно пострадали находившиеся там монастыри.
С ноября 881 года базой викингов был укреплённый лагерь вблизи селения Ассель (лат. Ascloha). Точное расположение этого места не известно. В документах каролингской эпохи и «Фульдских анналах» сообщается, что селение находилось в четырнадцати милях от Рейна. Долгое время наиболее распространённым было мнение о тождественности Асселя Эльслоо. Однако теперь бо́льшую поддержку получило мнение, согласно которому это современный Асселт, так как он находится примерно на том же расстоянии от Рейна, что и Ассель франкских анналов.

## Осада
После состоявшейся в Регенсбурге в начале мая 882 года коронации правителем Восточно-Франкского королевства, Карл III Толстый провёл в конце того же месяца в Вормсе государственную ассамблею. В том числе, на ней было решено отправить армию против викингов из лагеря в Асселе. В поход выступили два войска восточных франков: первое, состоявшее из ломбардов, алеманов, тюрингцев, франконцев и саксов, двигалось по западному берегу Рейна, второе, состоявшее из баварцев и жителей Восточной марки, по восточному берегу. Оба войска соединились в Андернахе. Одновременно Карл III Толстый направил войско баваров и франконцев под командованием Арнульфа Каринтийского и Генриха Франконского для организации внезапного нападения на, как он предполагал, ничего не подозревавших викингов.
Однако первая атака франков на хорошо укреплённый лагерь викингов была неудачной. В «Регенсбургском продолжении „Фульдских анналов“» сообщается, что нападение было сорвано предателями. Безрезультатно завершилась и начавшаяся после подхода основных сил франков во главе с Карлом III Толстым двенадцатидневная осада лагеря. На этот раз викингам способствовали эпидемия, начавшаяся среди франков из-за смрада от большого числа неубранных с поля боя тел, а также прошедший 21 июля очень сильный ливень. Возможно, это было расценено некоторыми знатными франками как божественная кара, обрушившаяся на них из-за неблагочестия их правителя. Согласно «Майнцскому продолжению „Фульдских анналов“», все эти неудачи привели к тому, что два приближённых Карла III Толстого, его канцлера Лиутвард Верчелльский и граф Викберт, «предали» императора, убедив того вступить в переговоры с Годфридом. Более того, по совету архиканцлера Карл Толстый дал викингам заложников, чтобы только иметь возможность лично встретиться с их предводителем. В результате переговоров между Карлом III Толстым и Годфридом было заключено мирное соглашение. Согласно клятвенно подтверждённому договору, викинги обязались покинуть Восточно-Франкское королевство и никогда впредь не нападать на него. Также Годфрид согласился принять христианство и стать вассалом императора. В свою очередь, Карл III Толстый передавал Годфриду титул герцога Фризии и управление Кеннемерландом, которыми ранее владел Рёрик Ютландский. Император также согласился выплатить Сигфриду, ставшему военачальником викингов после перехода Годфрида на императорскую службу, данегельд в 2080 или 2412 фунтов золота и серебра. Для этого Карлу Толстому пришлось конфисковать часть церковного имущества у находившихся в его владениях епархий. Большинство норманнов отказалось последовать за Годфридом, и Карл III Толстый позволил им беспрепятственно покинуть свои владения. В анналах сообщается, что всего викинги отправили в Скандинавию 200 кораблей с ценностями и пленными.

## Дальнейшие события

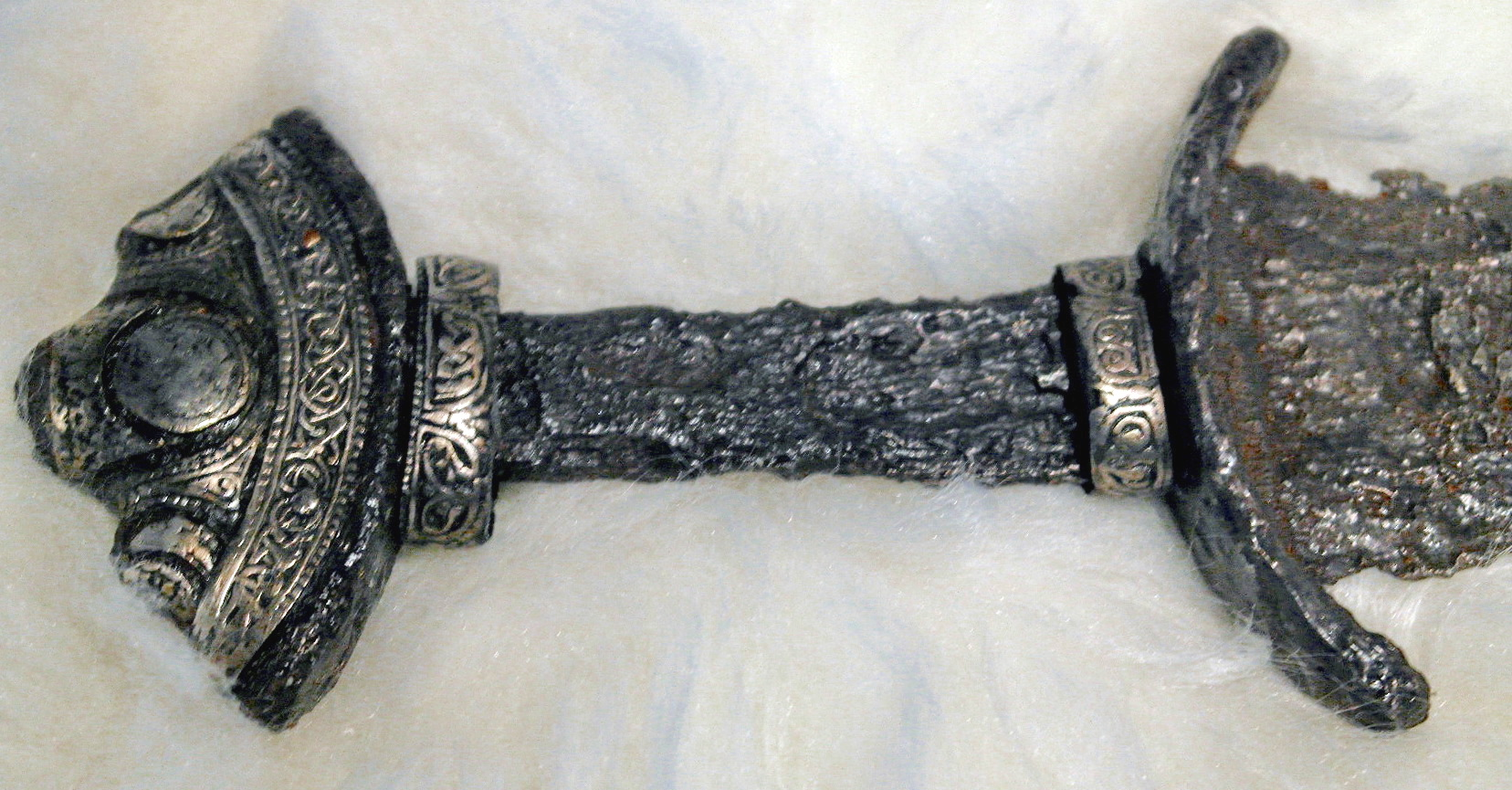
Фрагмент скандинавского меча, найденного в Вессеме (около Асселта)

После ухода викингов Карл III Толстый возвратился в Кобленц, где распустил войско, выражавшее сильное недовольство условиями «договора в Асселе». По свидетельству создателя «Майнского продолжения „Фульдских анналов“», особенную ненависть среди своих воинов император снискал за приказ ни в коем случае не убивать норманнов из Асселя, даже когда те, воспользовавшись перемирием, возобновили грабёж в близлежавших селениях и монастырях. Более того, по словам того же анонимного автора, заключив союз с Готфридом, император «презрел такое оскорбление, нанесённое его армии, […] превратив человека, который был величайшим врагом его королевства и предателем, в соправителя империи».
Позднее в том же году была проведена торжественная церемония крещения Годфрида, крёстным отцом которого стал сам император. Также Годфрид получил от Карла III Толстого в жёны Гизелу, дочь Лотаря II. Брак Готфрида и Гизелы — первый (и, возможно, единственный) достоверно подтверждённый брак между предводителем викингов и представительницей династии Каролингов.

## Оценки действий Карла III Толстого
Мнение медиевистов о Карле III Толстом как о слабом и нерешительном правителе, по большей части, основано именно на его неудаче при осаде Асселя. Этому в значительной мере способствовали те характеристики, которыми он наделён в связи с этими событиями во франкских анналах. Так, в «Бертинских анналах» император назван «не проявившим должной храбрости», а в «Майнцском продолжении „Фульдских анналов“» сравнен с Ахавом, одним из наиболее нечестивых библейских монархов. Однако в современных событиям документах военной компании Карла Толстого против викингов Годфрида не придавалось такого значения как в более поздних исторических источниках. Предполагается, что столь негативная оценка действий императора в «Майнцском продолжении „Фульдских анналов“» вызвана тем, что этот исторический источник создавался под контролем архиепископа Лиутберта Майнцского, питавшего личную неприязнь к Карлу III Толстому, возникшую после того как император лишил архиепископа должности архиканцлера и заменил его на Лиутварда.

## Комментарии
1. ↑  В трудах современных историков приводятся разные транскрипции этого топонима: Гислау (или Гислак)[7], Эльслу[8]  или Асколог[9].
2. ↑  Возможно, этот Викберт тождественен одноимённому графу Орнуа, в 883 году казнённому по приказу Гуго Эльзасского[14].